# Подгорново
Подгорново — деревня в Междуреченском районе Вологодской области.
Входит в состав Старосельского сельского поселения, с точки зрения административно-территориального деления — в Старосельский сельсовет.
Расстояние по автодороге до районного центра Шуйского — 27,5 км, до центра муниципального образования Старого — 9,5 км. Ближайшие населённые пункты — Святогорье, Пеньево, Олехово.
По переписи 2002 года население — 5 человек.